# Орегон (Мисури)
Орегон (енгл. Oregon) град је у америчкој савезној држави Мисури.

## Демографија
По попису из 2010. године број становника је 857, што је 78 (-8,3%) становника мање него 2000. године.
| Група             | 2000.       | 2010.       |
| Белци             | 919 (98,3%) | 841 (98,1%) |
| Афроамериканци    | 0 (0,0%)    | 0 (0,0%)    |
| Азијати           | 1 (0,1%)    | 4 (0,5%)    |
| Хиспаноамериканци | 1 (0,1%)    | 2 (0,2%)    |
| Укупно            | 935         | 857         |